# Дом купцов Степановых
Дом купцов Степановых находится в Перми на улице Ленина. Входит в число памятников архитектуры.

## История
История дома начинается в 1873 г., когда 25 октября 1873 г. пермский купец Дмитрий Степанович Степанов подал в Городскую думу проект строительства полукаменного двухэтажного дома рядом с деревянным домом, возведённым им в 1856 г. вместе со служебными постройками и использовавшимся для торговли табачными изделиями, колониальными товарами и бакалеей. Этот проект был одобрен уже на следующий день, но 22 апреля 1874 г. он попросил отозвать прежний проект и подал новый — на строительство каменного двухэтажного дома. Архитектор Р. И. Карвовский выдал справку о возможности строительства дома на Покровской улице по поданному проекту. 25 апреля разрешение на постройку дома было выдано.
Купец Дмитрий Степанов сдавал этот дом в аренду и имел с него неплохую прибыль. Его сын Александр Дмитриевич Степанов продолжил дело отца. В 1885 г. в «Пермских губернских ведомостях» сообщалось, что в доме открыт розничный магазин мануфактуры «Жаккардовой фабрики Гилле и Дитрих». В 1998 г. дом принадлежал купцу Дмитрию Степановичу Степанову и оценивался в 8 тысяч рублей. Сохранилась реклама 1904 г., что в магазине по Покровской улице продаётся широкий набор табачных, кондитерских изделий.
В 1909 г. А. Д. Степанов начал сдавать второй этаж дома для организованной в городе телефонной станции Пермского почтово-телеграфного округа на 625 абонентов. В 1912 г. располагалась типография почётного гражданина Перми Чердынцев Владимира Алексеевича. В 1916 г. дом оценивался в 13380 руб. и упоминается как принадлежащий купчихе Полаженко Любови Дмитриевне.
В 1918 году на основании Декрета ВЦИК от 20 августа 1918 г. был муниципализирован, а в 1924 г. домовладение было описано как находящееся в ведении Коммунхоза и сдаваемое в аренду. В 1928 г. дом прошёл техническое освидетельствование на предмет возможности достройки к нему третьего этажа, но это не было реализовано.
В 1990-е гг. дом Степановых находился на балансе управления связи, а его помещения занимал детский сада № 24. Дом был принят под охрану государства в соответствии с решением Малого Совета Пермского Облсовета № 683 20 мая 1993 г. как памятник архитектуры «Жилой дом Н. П. Падалка». В дальнейшем памятник архитектуры был переименован в «Дом жилой Д. С. Степанова» в государственных списках памятников истории и культуры Пермской области, утверждённых распоряжением губернатора области 5 декабря 2000 г. № 713-р.